# Цвітастий вуж цейлонський
Цвітастий вуж цейлонський (Balanophis ceylonensis) — єдиний представник роду отруйних змій Цвітастий вуж родини Вужеві. Інша назва «цейлонський яскравий крайт».

## Опис
Загальна довжина досягає 70 см. Голова середнього розміру, добре відмежована від тулуба. Очі великі з круглими зіницями. Морда закруглена. Має задньоборознисті отруйні ікла. Тулуб циліндричний, короткий з 19 рядками луски. Хвіст куций. Луска не кілевата лише з боків й ближче голови, інші частині мають кілевату луску. на морді присутня велика луска. Є 131–141 вентральних щитків, 40—50 розділених підхвостових щитків, 1 нерозділений анальний щиток.
Молоді вужі моють червоне забарвлення з білими бічними смугами. З часом колір тьмяніє. Дорослі особини забарвлені у оливково—бурий колір з смгуами між якими є жовтічервоні плями. Верхні губи білого кольору. на шиї є червона пляма. Черево жовтого або світло—коричневого забарвлення.

## Спосіб життя
Полюбляє вологі ліси, пагорби, передгір'я. Усе життя проводить на землі. Досить повільна змія. Активна вдень, хоча може полювати і вночі. Харчується жабами, сцинками, пташенятами.
Це яйцекладна змія. Самиця відкладає 7 яєць. Молоді вужі з'являються у березні завдовжки 10,2 см.

## Отруйність
Отрута має середню ступінь токсичность. Внаслідок укусу цієї змії у людини протягом години триває головний біль, виникає пухлина. Втім для життя не становить небезпеки.

## Розповсюдження
Це ендемік о.Шрі-Ланка.